# メリダ (ユカタン州)

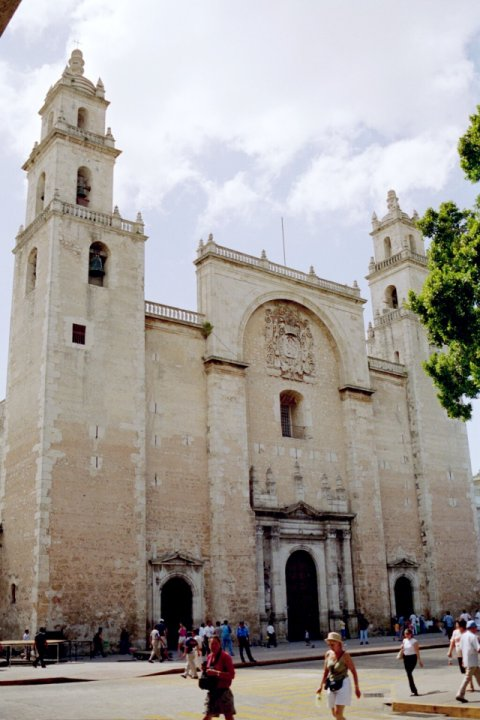
大聖堂

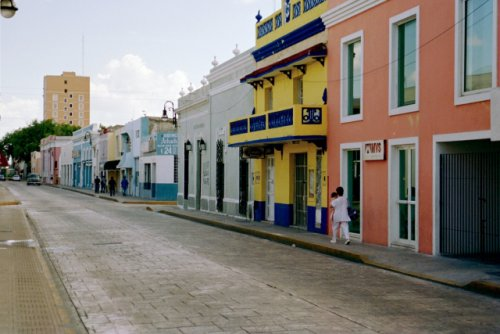
通りの様子

メリダ (Mérida) は、メキシコにある都市で、ユカタン州の州都である。人口は約120.1万人（2022年）。近年、メリダの人口は周辺の村からの人口流入により上昇を続けており、市の一番外側を走る外周道路（anillo perferico)を越えて宅地造成がなされている。

## 歴史
1542年、スペイン人入植者フランシスコ・デ・モンテーホによって都市が開かれた。中央広場（ソカロ）の南側には、今でもモンテーホの宮殿が残されており、現在は銀行として使われている。市の中心部はコロニアル様式の町並みが広がっている。中央広場北側にあるユカタン州庁舎の2階には先住民の生活、寓話、ユカタンの歴史的出来事をあしらった絵画が展示され、ユカタンの歴史を垣間見ることができる。
メリダの中心地である歴史地区（Centro Histórico）は、主にスペイン人たちの居住区であった。そしてその周りにメスティソや先住民が住んでいた。数字的には圧倒的少数派であったスペイン人達は、多数派の先住民に対して執拗な警戒心を持ち、先住民の動向に対して神経質であったと言われている。
19世紀～20世紀にはエネケンと呼ばれる竜舌蘭から獲れる繊維の大量買占めが米国資本によって行われ、以前からエネケンを栽培していたメリダ市を含む周辺地域で空前のエネケンブームがおこる。メリダ市のメインストリートであるモンテホ通り（Paseo Montejo）やその他市内を走る立派な道路などのインフラはこの好況によって造られたものである。
20世紀後半以降の麻薬戦争により治安が悪化しているメキシコであるが、その中でメリダは2022年時点で国内およびアメリカ大陸の都市の中でも最も安全な都市のひとつとして知られており、住民の生活水準がメキシコ国内で最も高い都市とされている。

## 交通
マヌエル・クレセンシオ・レホン国際空港 （Manuel Crescencio Rejón International Airport、IATA空港コードはMID）。メキシコ国内・米国・キューバの便が充実している。
バス路線に関しても非常に充実している。市街地の68番通りと69番通りの交差点に1等バス乗り場があり、メキシコシティ、カンクン、カンペチェ、チェトゥマル等の路線がある。

## スポーツ
ユカタン州では野球の人気が高い。リーガ・メヒカーナ・デ・ベイスボルに所属するユカタン・ライオンズLeones de Yucatánがメリダ市内にある球場パルケ・デ・ベイスボル・ククルカンを本拠地にしている。ユカタン・ライオンズは2006年にリーガ・メヒカーナ・デ・ベイスボルで総合優勝、2007年、2009年もメキシコ南部リーグで優勝した。

## 気候
| メリダ (1951-2010)の気候               | メリダ (1951-2010)の気候 | メリダ (1951-2010)の気候 | メリダ (1951-2010)の気候 | メリダ (1951-2010)の気候 | メリダ (1951-2010)の気候 | メリダ (1951-2010)の気候 | メリダ (1951-2010)の気候 | メリダ (1951-2010)の気候 | メリダ (1951-2010)の気候 | メリダ (1951-2010)の気候 | メリダ (1951-2010)の気候 | メリダ (1951-2010)の気候 | メリダ (1951-2010)の気候 |
| 月                                     | 1月                      | 2月                      | 3月                      | 4月                      | 5月                      | 6月                      | 7月                      | 8月                      | 9月                      | 10月                     | 11月                     | 12月                     | 年                       |
| -------------------------------------- | ------------------------ | ------------------------ | ------------------------ | ------------------------ | ------------------------ | ------------------------ | ------------------------ | ------------------------ | ------------------------ | ------------------------ | ------------------------ | ------------------------ | ------------------------ |
| 最高気温記録 °C （°F）                 | 39.5 (103.1)             | 39.5 (103.1)             | 42.0 (107.6)             | 43.0 (109.4)             | 43.0 (109.4)             | 41.5 (106.7)             | 40.0 (104)               | 43.0 (109.4)             | 40.0 (104)               | 39.0 (102.2)             | 39.0 (102.2)             | 39.5 (103.1)             | 43 (109.4)               |
| 平均最高気温 °C （°F）                 | 30.8 (87.4)              | 31.5 (88.7)              | 34.0 (93.2)              | 35.6 (96.1)              | 36.3 (97.3)              | 35.3 (95.5)              | 35.0 (95)                | 34.9 (94.8)              | 34.2 (93.6)              | 32.7 (90.9)              | 31.5 (88.7)              | 30.6 (87.1)              | 33.5 (92.3)              |
| 日平均気温 °C （°F）                   | 24.0 (75.2)              | 24.4 (75.9)              | 26.3 (79.3)              | 27.9 (82.2)              | 29.0 (84.2)              | 28.5 (83.3)              | 28.2 (82.8)              | 28.1 (82.6)              | 27.9 (82.2)              | 26.8 (80.2)              | 25.4 (77.7)              | 24.0 (75.2)              | 26.7 (80.1)              |
| 平均最低気温 °C （°F）                 | 17.2 (63)                | 17.3 (63.1)              | 18.6 (65.5)              | 20.2 (68.4)              | 21.7 (71.1)              | 21.6 (70.9)              | 21.4 (70.5)              | 21.3 (70.3)              | 21.6 (70.9)              | 20.8 (69.4)              | 19.3 (66.7)              | 17.5 (63.5)              | 19.9 (67.8)              |
| 最低気温記録 °C （°F）                 | 9.2 (48.6)               | 9.5 (49.1)               | 9.0 (48.2)               | 10.0 (50)                | 10.0 (50)                | 10.0 (50)                | 10.0 (50)                | 10.0 (50)                | 10.0 (50)                | 10.0 (50)                | 10.0 (50)                | 7.0 (44.6)               | 7 (44.6)                 |
| 雨量 mm （inch）                       | 38.4 (1.512)             | 32.2 (1.268)             | 22.5 (0.886)             | 24.4 (0.961)             | 69.4 (2.732)             | 138.3 (5.445)            | 158.7 (6.248)            | 140.7 (5.539)            | 183.1 (7.209)            | 127.9 (5.035)            | 56.2 (2.213)             | 45.1 (1.776)             | 1,036.9 (40.823)         |
| 平均降雨日数 （≥0.1 mm）               | 4.2                      | 3.3                      | 2.3                      | 1.9                      | 4.6                      | 10.8                     | 13.4                     | 12.8                     | 13.9                     | 9.7                      | 5.4                      | 4.3                      | 86.6                     |
| 平均月間日照時間                       | 207.7                    | 209.1                    | 241.8                    | 255.0                    | 272.8                    | 231.0                    | 244.9                    | 248.0                    | 207.0                    | 217.0                    | 213.0                    | 201.5                    | 2,748.8                  |
| 出典1：Servicio Meteorologico Nacional |                          |                          |                          |                          |                          |                          |                          |                          |                          |                          |                          |                          |                          |
| 出典2：Hong Kong Observatory.          |                          |                          |                          |                          |                          |                          |                          |                          |                          |                          |                          |                          |                          |